# Борно
Борно (італ. Borno) — муніципалітет в Італії, у регіоні Ломбардія, провінція Брешія.
Борно розташоване на відстані близько 490 км на північ від Рима, 95 км на північний схід від Мілана, 50 км на північ від Брешії.

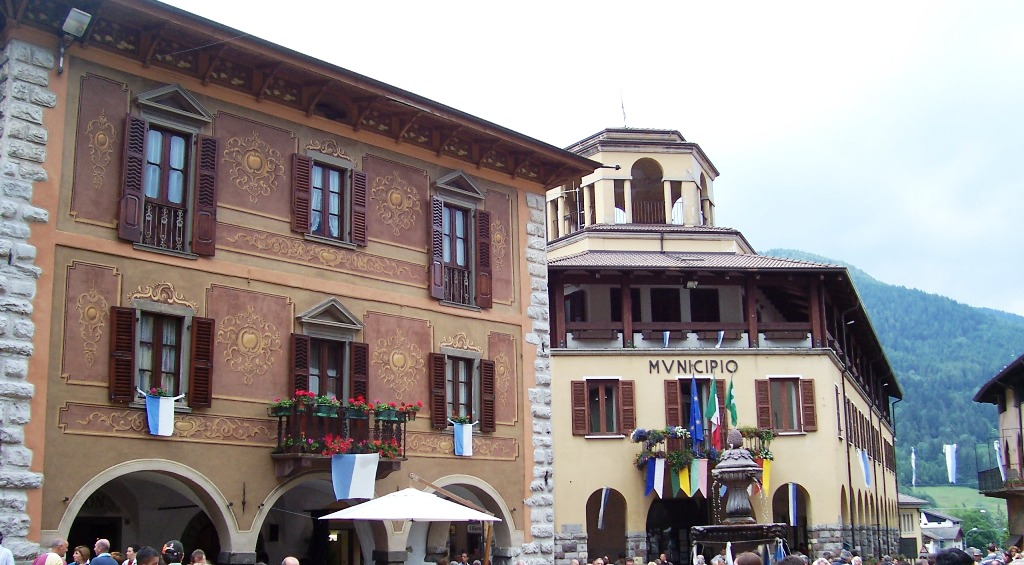

Населення — 2644 особи (2014).
Покровитель — святий Іван Хреститель.

## Демографія
Населення за роками:

Станом на 1 січня 2023 року в муніципалітеті офіційно проживало 46 іноземців з 11 країн, серед них 28 громадян країн Євросоюзу та 9 громадян України.

## Сусідні муніципалітети
- Анголо-Терме
- Аццоне
- Оссімо
- П'янконьо
- Скільпаріо